# لينا مخول
لينا كورتني مخول المعروفة باسم لينا مخول ((بالعبرية: לינא מח'ול)، مزدادة في 11 يوليو 1993) هي مغنية ومؤلفة فلسطينية من المناطق التي احتلت عام 48، تحمل الجنسية الاسرائيلية، وهي حائزة على لقب ذا فويس إسرائيل في موسمه الثاني سنة 2012.

## السيرة
ولدت لينا في 11 يوليو 1993 في توليدو بالولايات المتحدة لوالدين عربيان مسيحيان، وترعرعت في عكا في فلسطين. تعلقت بالرقص والغناء وعزف بيانو منذ سن الرابعة، تتكلم لينا 5 لغات بطلاقة وتعتبر أول عربية تفوز في ذا فويس إسرائيل الذي يعتمد على تصويت الجمهور.

## الموهبة الموسيقية
خلال تجارب الأداء في الموسم الثاني من ذا فويس خلال أواخر 2012، أدت لينا أغنية "Empire State of Mind لأليشيا كيز، وانضمت لفريق شولمي شابات بعد التف له المدربون الأربعة. وخلال البرنامج غنت النسخة العربية لأغنية "الأوراق الميتة" (بالفرنسية: Les Feuilles mortes)‏ التي غنتها فيروز لأول مرة. وقد حققت هذه الأغنية المقلدة 250 ألف مشاهدة على يوتيوب في 3 أيام فقط.
في 23 مارس 2013 فازت بلقب البرنامج خلال حفل الختام الذي أقيم في "ساحة نوكيا" في تل أبيب بعد حصولها على نسبة 62% من الأصوات، وقد أدت أغنية "Flashdance... What a Feeling" من فيلم فلاش دانس. إضافة إلى "Hallelujah" لليونارد كوهين. وبعد البرنامج تبناها فنيا المنتج الإسرائيلي "إيريت تنهنغل" ووقع معها عقدا لصالح شركته "يودا للإنتاج.
في سبمتمبر 2017 صرحت لينا بأنها مع المعجبين بفرقة ليتل ميكس، وأكدت على حضورها لجميع حفلات جولتهم في المملكة المتحدة وإيرلندا بين أكتوبر ونوفمبر 2017.

## ديسكوغرافيا

### الأغاني المنفرذ
| السنة | الأغنية                             | المراكز  | المراكز      |
| السنة | الأغنية                             | مراكز DJ | كومرسيال بوب |
| ----- | ----------------------------------- | -------- | ------------ |
| 2016  | هذا ليس عنك؟ This Ain't About You   | 1        | 7            |
| 2017  | مصاصة راقصة Dance Sucker            | —        | —            |
| 2017  | لا أستطيع السقوط Can't Keep Falling | 4        | —            |